# Cervera
Pour les articles homonymes, voir Cervera (homonymie).
Cervera est une commune de la comarque de Segarra dans la province de Lérida en Catalogne (Espagne).

## Géographie
1. Carte dynamique
2. Carte Openstreetmap
3. Carte topographique
4. Carte avec les communes environnantes

## Personnalités
- José Salvany y Lleopart (1777-1810), chirurgien et médecin.
- Marie Güell i Puig (1848-1921), fondatrice des sœurs missionnaires filles du Cœur de Marie, morte à Cervera.
- Marc Márquez (1993-), pilote de vitesse moto, né à Cervera.
- Álex Márquez (1996-), pilote de vitesse moto, né à Cervera.